# Günter Rademacher
Günter Rademacher (* 2. März 1948; † 25. April 2017) war ein deutscher Fußballspieler.

## Karriere
Vom FV Germersheim, mit dem er 1966 den Bezirkspokalsieg (Vorderpfalz) errang und 1968 in die 1. Amateurliga Südwest aufstieg, kam Günther Rademacher 1969 zum Bundesligisten 1. FC Kaiserslautern. Bei den Lauterern wurde er in der Saison 1969/70 erstmals in der Bundesliga eingesetzt. Rademacher wurde in zwei Spielen eingewechselt. In der Saison 1970/71 konnte er 22 Einsätze in der Bundesliga aufweisen und schoss am 30. Spieltag gegen den 1. FC Köln das Tor zum 1:1-Ausgleich.
In seinen letzten drei Jahren bei den Lauteren kam er nur noch sporadisch zum Einsatz. Insgesamt nahm er an 38 Bundesligaspielen teil. Anschließend wechselte er zum TSR Olympia Wilhelmshaven.
Günter Rademacher starb am 25. April 2017 im Alter von 69 Jahren. Er wurde am 3. Mai 2017 in Germersheim beigesetzt.